# 夏敷九
夏敷九（？—？），字弼五，遼東蓋州人。清初政治人物。

## 生平
夏敷九於順治三年（1646年）中式丙戌科二甲第四十一名進士。選庶吉士，散館授弘文院編修。官至侍讀學士。